# Pawi Mulanda
Pawi Mulanda fou un estat tributari protegit del tipus zamindari al districte de Chanda a les Províncies Centrals. Tenia una superfície de 225 km² i el formaven 23 pobles. La població era el 1881 de 1.681 habitants. La producció principal era ferro i fustes de teka, banús i altres.